# Steve Redgrave
Sir Steven Geoffrey "Steve" Redgrave (CBE) (født 23. marts 1962 i Marlow, England) er en britisk tidligere roer, der med fem olympiske guldmedaljer og ni VM-guldmedaljer regnes som den mest succesfulde roer i historien. Redgrave bliver gennemgående betragtet som en af de største britiske sportsfolk nogensinde.

## Karriere

### OL
Redgrave deltog ved sit første OL ved OL 1984 i Los Angeles, hvor han var en del af den britiske firer med styrmand. Båden vandt guld efter i finalen at have henvist USA og New Zealand til sølv- og bronzemedaljerne. Fire år senere stillede han op i hele to bådtyper ved OL 1988 i Seoul, en relativt sjælden prioritet blandt eliteroere. Det viste sig dog succesfuldt, da han både formåede at vinde guld i briternes toer uden styrmand, og dagen efter bronze i toer med styrmand.
Ved OL 1992 i Barcelona og ved OL 1996 i Atlanta vandt Redgrave begge gange guld i toer uden styrmand, begge gange som makker til den otte år yngre Matthew Pinsent. Han tog sin femte og sidste OL-guldmedalje, og sin sjette OL-medalje i alt, da han ved OL 2000 i Sydney sikrede sig guld i firer uden styrmand, hvilket samtidig betød at han både vandt medalje ved hver eneste konkurrence han stillede op i i OL-sammenhæng gennem karrieren, og samtidig nåede op på at have vundet OL-guld i hele tre forskellige bådtyper.
To gange, ved OL 1992 i Barcelona og ved OL 1996 i Atlanta var Redgrave britisk fanebærer ved legenes åbningsceremoni.

### VM og Commonwealth Games
Redgrave vandt desuden en lang række medaljer ved VM. Det blev til i alt ni guld-, to sølv- og én bronzemedalje i løbet af karrieren, fordelt på tre forskellige discipliner, toer med styrmand, toer uden styrmand og firer uden styrmand. Hans første VM-medalje ved vundet ved VM 1986 i England, mens den sidste blev sikret ved VM 1999 i Canada. Han vandt desuden tre guldmedaljer ved Commonwealth Games, heraf den ene i singlesculler.

## Senere liv
Redgrave indstillede sin karriere efter den femte OL-guldmedalje ved OL 2000 i Sydney. Han har siden blandt andet hjulpet med at starte et ro-akademi i den indiske by Pune. Ved OL 2012 i London var Redgrave blevet nævnt som en af favoritterne til officielt at skulle tænde den olympiske ild på stadion i forbindelse med åbningsceremonien. Han bar faklen ind på stadion, men selve tændingsritualet blev i stedet udført af syv unge britiske atler. Efterfølgende udtalte Redgrave at han var skuffet over ikke at have fået lov til at have fået den officielle ære af at tænde ilden på stadion.
I maj 2001 blev Redgrave adlet af dronning Elizabeth 2. for sine indsatser for landet.

## Resultater

### OL-medaljer
- 1984:  Guld i firer med styrmand
- 1988:  Guld i toer uden styrmand
- 1992:  Guld i toer uden styrmand
- 1996:  Guld i toer uden styrmand
- 2000:  Guld i firer uden styrmand
- 1988:  Bronze i toer med styrmand

### VM-medaljer
- VM i roning 1986:  Guld i toer med styrmand
- VM i roning 1987:  Guld i toer uden styrmand
- VM i roning 1991:  Guld i toer uden styrmand
- VM i roning 1993:  Guld i toer uden styrmand
- VM i roning 1994:  Guld i toer uden styrmand
- VM i roning 1995:  Guld i toer uden styrmand
- VM i roning 1997:  Guld i firer uden styrmand
- VM i roning 1998:  Guld i firer uden styrmand
- VM i roning 1999:  Guld i firer uden styrmand
- VM i roning 1987:  Sølv i toer med styrmand
- VM i roning 1989:  Sølv i toer uden styrmand
- VM i roning 1990:  Bronze i toer uden styrmand

### Commonwealth Games-medaljer
- Commonwealth Games 1986:  Guld i singlesculler
- Commonwealth Games 1986:  Guld i toer uden styrmand
- Commonwealth Games 1986:  Guld i firer med styrmand